# Streatham
Streatham is een wijk in het Londense bestuurlijke gebied Lambeth, in de regio Groot-Londen.

## Geschiedenis
Streatham  betekent "het gehucht aan de straat". Die straat is in dit geval de Romeinse weg van Londinium naar de kust bij Portslade. Daar bevond zich mogelijk een haven, Novus Portus, die later door de kusterosie is vernietigd. Na het vertrek van de Romeinen bleef de weg van belang. Vanaf de zeventiende eeuw werd de weg de route voor koetsen naar Croydon en East Grinstead, en van daar af naar Newhaven en Lewes. In 1780 werd de route onderdeel van de tolweg naar Brighton, in latere tijd was de weg de basis voor de A23. De weg, en het bijbehorende verkeer, heeft de ontwikkeling van Streatham grotendeels bepaald.
De eerste parochiekerk, St. Leonard's dateert uit de tijd van de Angelsaksen, slechts de middeleeuwse toren is echter nog onderdeel van het huidige kerkgebouw. De middeleeuwse parochie besloeg een uitgebreid gebied, waaronder ook het huidige Balham en delen van Tooting.
Streatham komt voor in het Domesday Book uit 1086 als Estreham. Het was in handen van de abdij van Bec namens Richard de Tonbridge en had een waarde van 2 hides, 1 virgate, 6½ ploegen, 4 aren (16.000 m²) weidegrond en weiderechten. De opbrengst was £4 5s 0d.
Het dorp bleef overwegend onveranderd tot de achttiende eeuw, toen de natuurlijke bron in het dorp, Streatham Wells, voor het eerst werd aangeprezen om zijn gezonde eigenschappen. Deze reputatie, gecombineerd met het verbeterde stelsel van tolwegen, trok bemiddelde handelaren uit de City en elders aan die hun landhuizen in Streatham bouwden. Er zijn nog maar weinig van deze grote huizen bewaard gebleven in het latere proces van verstedelijking als gevolg van de expansie van Londen.

## Verstedelijking
De ontwikkeling van het gebied versnelde met de opening in 1856 van het spoorwegstation Streatham Hill aan de West End of London and Crystal Palace Railway en de spoedig daarna geopende stations Streatham en Streatham Common. Er verrezen ruim opgezette wijken met brede lanen en tennisclubs, zoals Telford Park, westelijk van Streatham Hill en Roupel Park. Andere wijken kregen een meer gebruikelijk voorstedelijk aanzien.

## Het interbellum
Tussen Eerste en Tweede Wereldoorlog ontwikkelde Streatham zich tot een gebied met een recreatieve functie. Streatham Theatre (nu een bingohal), de Locarno Ballroom (nu een nachtclub), de ijsbaan en drie bioscopen droegen alle bij aan Streathams reputatie als "het West End van zuid Londen". Door de komst van elektrische tramlijnen kon het gebied zich ook ontwikkelen tot een winkelcentrum met een groot stuk van zuid Londen als verzorgingsgebied.
In de dertiger jaren werden aan de High Road een groot aantal appartementsgebouwen gebouwd. In het begin waren deze speculatief neergezette gebouwen niet erg succesvol, daar kwam verandering in toen er een vluchtelingenstroom uit de door Hitler-Duitsland overheerste landen op gang kwam.

## Geboren in Streatham
- Arnold Bax (1883-1953), componist, pianist en dichter
- Danny Rampling (1961), dj
- Naomi Campbell (1970), topmodel en actrice
- Cat Burns (2000), singer-songwriter

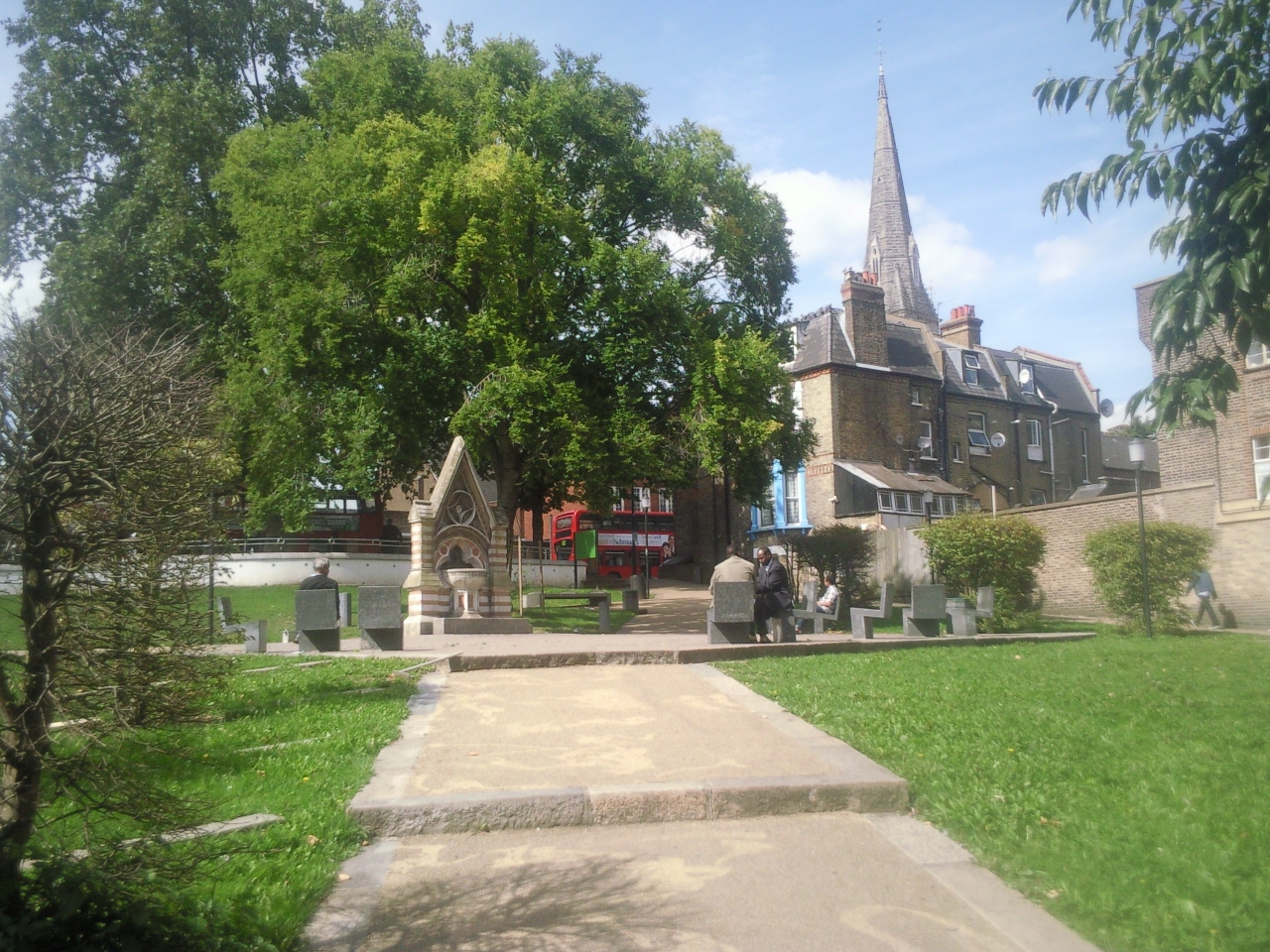
Streatham Green
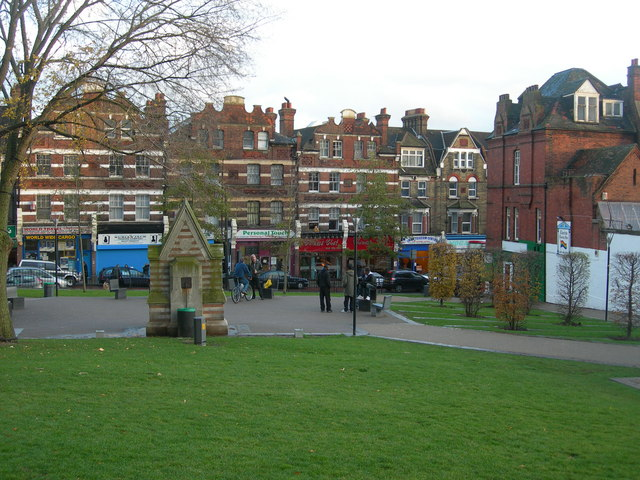
Streatham Green
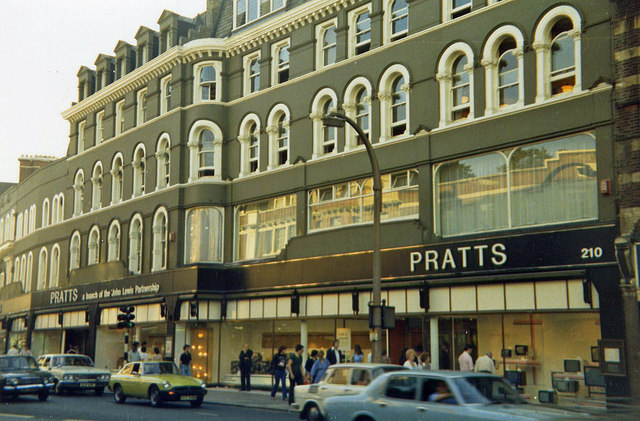
Warenhuis in Streatham